# وولفرشوندا
وولفرشوندا (به آلمانی: Wolferschwenda) یک شهر در آلمان است که در تورینگن واقع شده‌است. وولفرشوندا ۱۵۱ نفر جمعیت دارد.